# История Ливии
История Ливии традиционно подразделяется на пять периодов: античность, исламский период, османское правление, итальянское правление, современный период.

## Доисторический период
Поздним ашелем датируются бусы из скорлупы яиц страуса на стоянке Эль-грейф. К виду Homo helmei, имеющему переходные характеристики между Homo heidelbergensis и Homo sapiens, относятся останки из Хауа-Фтеах (Киренаика), датируемые возрастом ок. 100 тыс. лет.
В эпипалеолитических слоях пещеры Хауа-Фтеах обнаружены останки диких овец, туров и газелей.

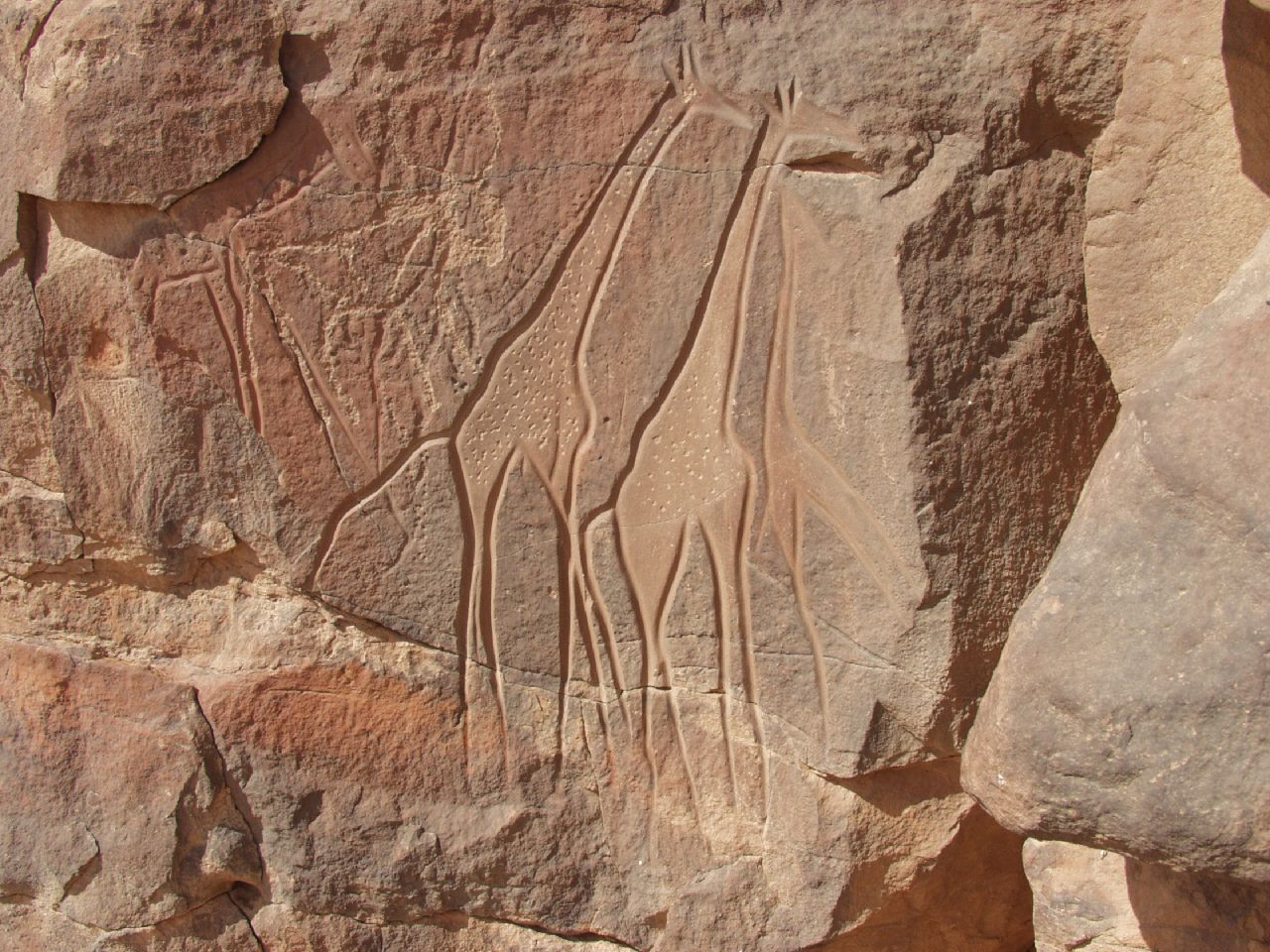
Наскальное изображение жирафов (Вади-Матендус)

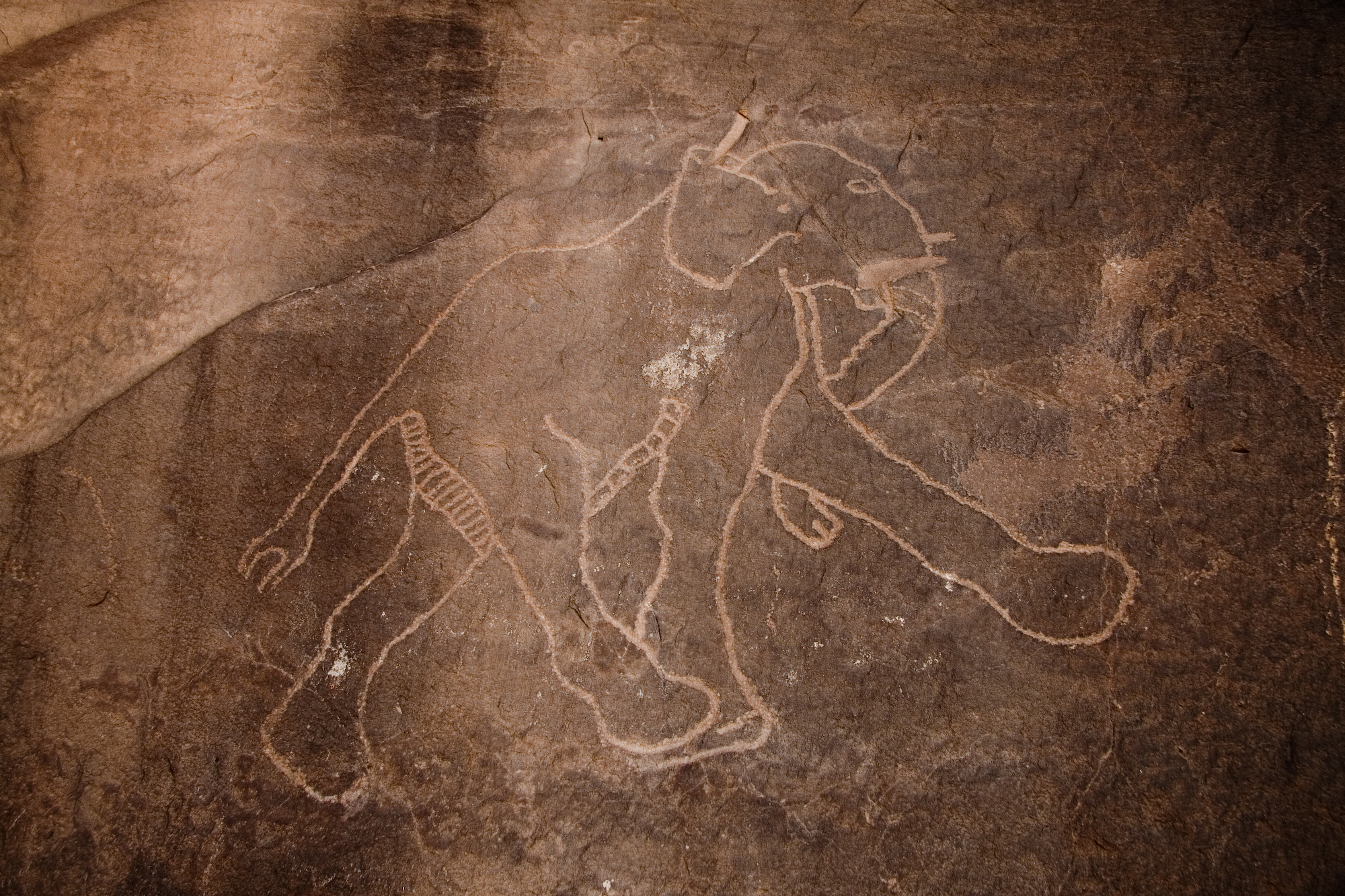
Наскальное изображение слона, найденное в области Тадрарт-Акакус

На юго-западе Ливии в пустыне Сахара в горном массиве Тадрарт-Акакус и в скалах Вади-Метхандуш найдены наскальные изображения слонов (Период Бубалус).
Согласно археологическим данным, по крайней мере с восьмого тысячелетия до н. э. побережье Ливии было заселено неолитической культурой, общей для бассейна Средиземного моря. Население побережья занималось земледелием. На юге, на территории современной Сахары, находилась саванна, по которой кочевали племена, занимавшиеся охотой и скотоводством. После 2200 года до н. э. в регионе началось опустынивание, и население саванны мигрировало южнее в регион Судан или было ассимилировано берберами.
Происхождение берберов неизвестно, ни одна из гипотез не является общепризнанной. Берберы говорят на широком спектре диалектов, принадлежащих к афразийской языковой семье. И. М. Дьяконов и локализует афразийскую прародину в области Юго-Восточной Сахары и в прилегающих районах Восточной Африки. В XI—X тысячелетиях до н. э. (период мезолита) эти территории были ещё благоприятны для жизни человека. Эта гипотеза поддерживается тем фактом, что большинство афразийских семей и языков по-прежнему распространены на территории Африканского континента. Египетская и чадская языковые ветви, отделившись от праафразийского, сохранили ряд общих особенностей. Позже отделяются носители пракушитской языковой общности, сохранившие ряд особенностей, общих с прасемитским. Последнее разделение афразийских ветвей происходит между прасемитским и прабербероливийским в VI тысячелетии до н. э. В связи с ухудшением климатических условий на территории Сахары древнесемитские племена двинулись на восток, в Переднюю Азию (через Суэцкий перешеек или через Баб-эль-Мандебский пролив). Ливийско-гуанчские племена двинулись в западном направлении, достигнув Атлантического побережья и Канарских островов. После чего распространились от Египта до бассейна Нигера.
На двух местонахождениях в ливийской Сахаре (Юан Афуда (Uan Afuda) и Такаркори (Takarkori)), датирующихся периодом 8200—6400 лет до н. э., обнаружены 110 обломков керамики. Изучение следов растительного жира на поверхности черепков и анализ изотопов углерода показали, что посуда использовалась для термической обработки таких растений как рогоз, фикус, кипарис, кассия, трагус, баланитес египетский, злаки ежовник и щетинник. Также в Такартори нашли более 200 тыс. семян, что указывает на начало сельскохозяйственного использования культур жителями Сахары. В долине Вади-Такаркори на юго-западе Ливии в каирне (каменной насыпи) обнаружили 20 скелетов, которые радиоуглеродным анализом датируются между 6000 и 2200 годами до нашей эры. В Такаркори у двух неолитических скотоводов TK RS H1 и TK RS H9, живших в Зелёной Сахаре 7 тыс. л. н., определили субкладу митохондриальной гаплогруппы N, близкую к базальной линии. На стенках глиняной посуды из пещеры Такаркори (горный массив Тадрарт-Акакус) возрастом 7 тыс. л. н. методом масс-спектрометрии выявили наличие молочных жиров. Тогда жители Северной Африки обладали непереносимостью лактозы, поэтому они изготавливали молочные продукты из молока коров, овец и коз.
Исторически берберы идентифицируют себя по принадлежности к своему племени, но при этом они считают себя единым этносом, объединённым этнонимом «берберы», и при этом не отделяют себя от берберов из соседних стран.

## Ранний исторический период

Карта мира по Геродоту. Репродукция. Ливией на карте называется большая часть Северной Африки (другие части континента не были известны грекам)

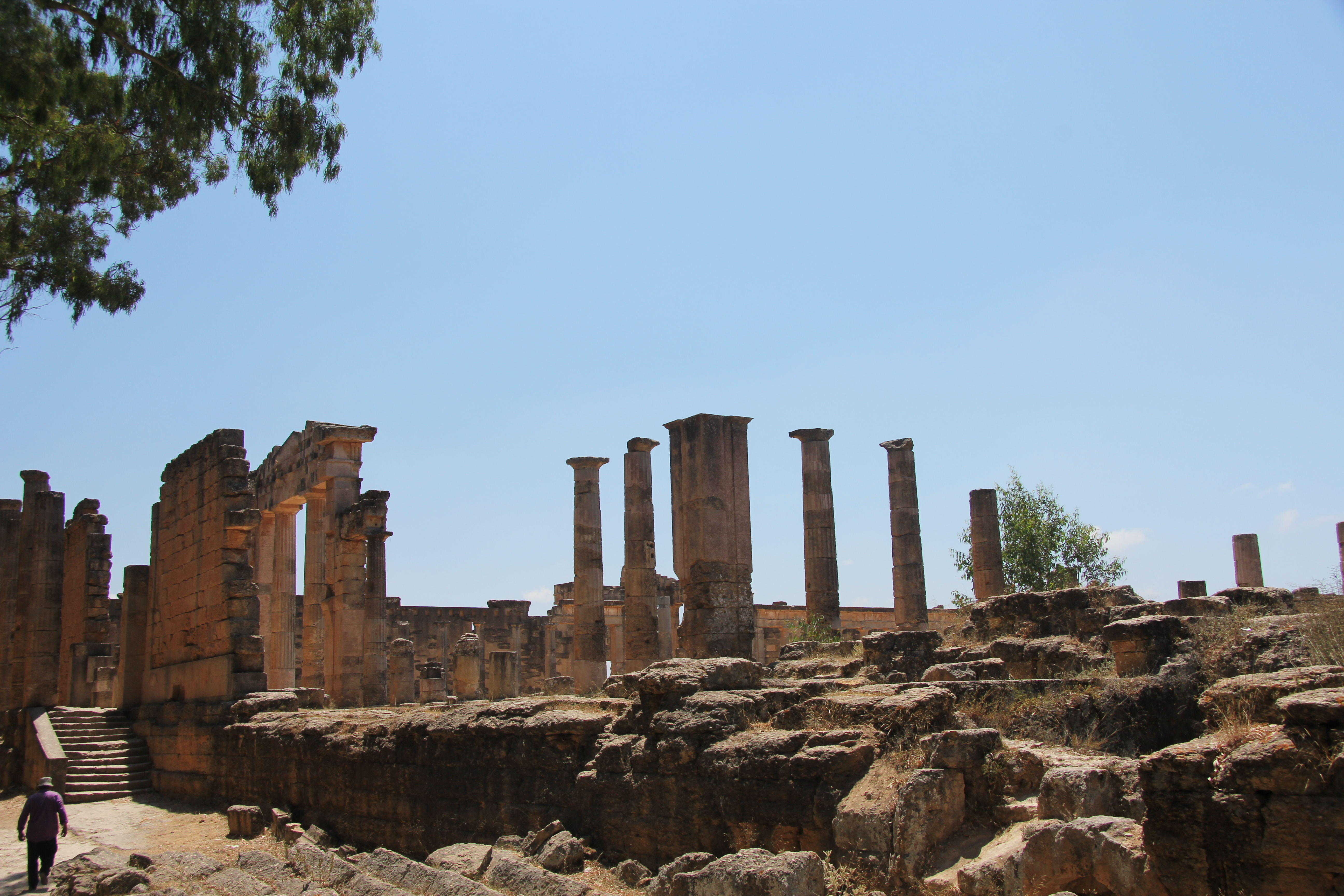
Развалины храма Зевса в Кирене

Древнейшим свидетельством берберского переселения являются египетские надписи Древнего Царства (около 2700 — 2200 гг. до н. э.). В это время берберские племена, одно из которых надписи идентифицируют как «Леву», или «ливийцев», нападали на дельту Нила с запада и пытались там поселиться. В период Среднего царства (около 2200 — 1700 год до н. э.) фараонам удалось подчинить себе этих восточных берберов и заставить их платить дань. Многие берберы служили в армии фараона и достигали высоких постов в государственной иерархии. Один из офицеров берберского происхождения захватил власть в Египте около 950 года до н. э. и правил под именем Шешонк I. Основанная им и следующая — двадцать вторая и двадцать третья — династии называются в литературе «ливийскими».
В середине V века до н. э. Карфаген захватил обширные территории на западе Ливии, в Триполитании. С конца III века до н. э. Триполитания входила в состав Нумидии. Часть Киренаики в кон. VI — нач. V вв. до н. э. завоевали персы, в IV в. до н. э. — войска Александра Македонского; в IV—I вв. до н. э. Киренаика находилась под властью египетских Птолемеев.
Ряд племён, обитавших на юге, сохранял независимость. В I тыс. до н. э. на территории Феццана существовало государство народа гарамантов — Гарамантида, достигшее высокого уровня культурного и хозяйственного развития.
В 106 году до н. э. на территорию Ливии вторглись римляне, ливийские племена отступили в горы Джебель-Нефуса; начался захват глубинных районов Ливии. Во 2-й половине I в. до н. э. римляне оккупировали Триполитанию и Феццан, превратив Гарамантиду в своего вассала. Овладев затем Киренаикой, территория Ливии была разделена между римскими провинциями. В Римской империи города на территории Ливии (Лептис-Магна, Сабрата и др.) переживали период расцвета, велись оживлённая торговля, обширное строительство. Население городов в основном было греческим, пунийским и еврейским, берберы занимались главным образом кочевым скотоводством и земледелием. В начале IV в. н. э. на территории Ливии образованы две римские провинции: Верхняя Ливия и Нижняя Ливия.
В 395 году Киренаика вошла в состав Восточной Римской империи (Византии), Триполитания — Западной Римской империи. В середине V в. н. э. Триполитания была захвачена вандалами, а Гарамантида обрела независимость. Разгромив королевство вандалов в 533—534 годах, Византия объединила территорию Ливии под своей властью.

## Исламский период и османское правление
В 644 году территория Ливии была завоевана арабами. После падения халифата Аббасидов Ливия и Тунис находились под властью Аглабидов, затем Фатимидов, Альморавидов, Альмохадов и Абугассидов (до конца XIV века).
В 1510 году Триполи был взят испанцами, а в 1530 году подчинился рыцарям-иоаннитам. В 1551 году Триполи был отнят у них турецким пиратом Драгутом и подчинен власти турецкого султана. Это подданство с ослаблением Турции оказывалось все слабее. В конце концов, деи Триполи из рода Караманли — с 1714 года — стали почти независимыми.

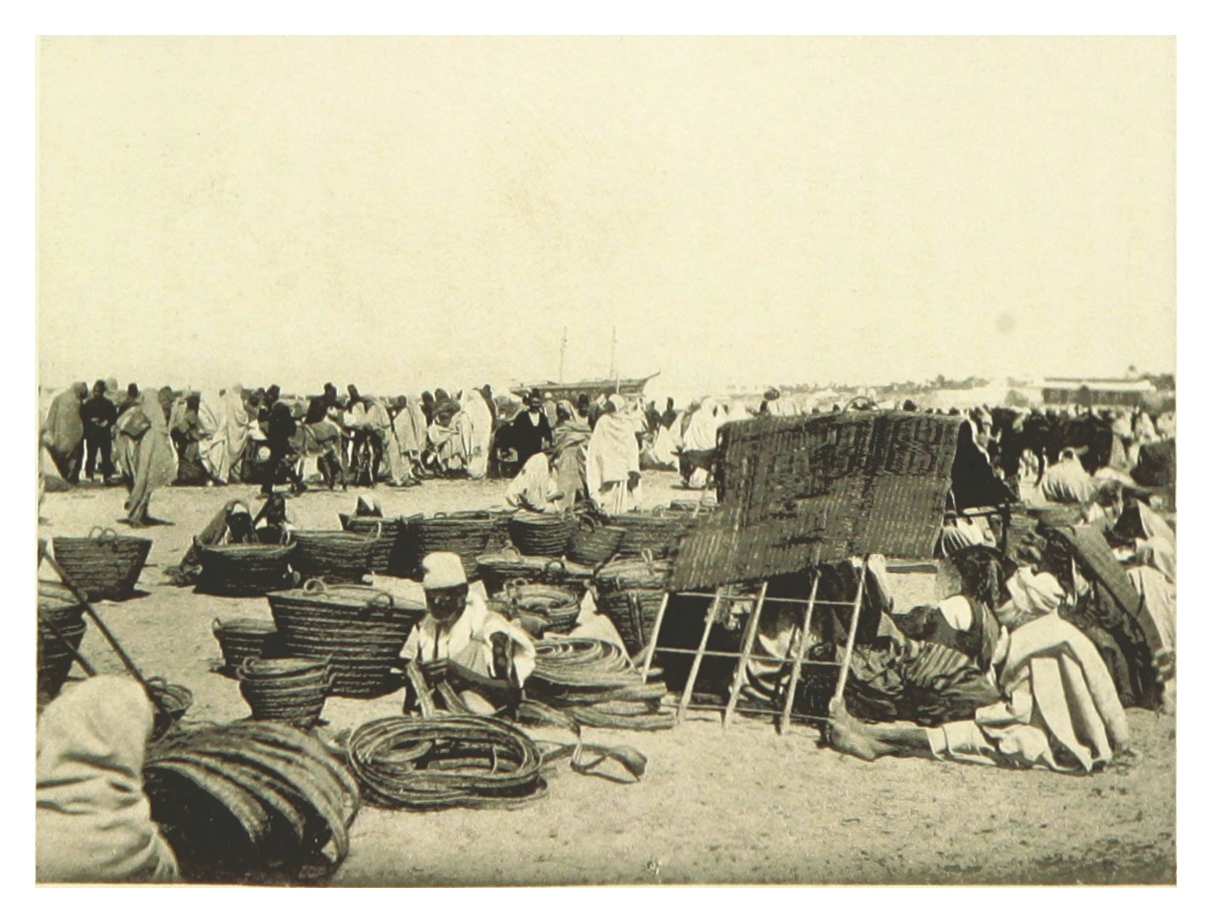
Рынок в Триполи, 1894 год

Внутри Триполи господствовала в течение многих столетий то деспотия, то анархия, а вовне деятельность населения сказывалась только в отчаянном пиратстве, против которого европейские державы действовали то договорами и деньгами, то силой. Раньше всех выступила в 1663 году Англия, когда за несоблюдение трактата адмирал Нарборо разорил часть столицы; затем по той же причине французы обстреливали и разоряли её в 1665 и 1728 годах.
Завоевание Алжира французами в 1830 году сдержало пиратство и послужило косвенной причиной гибели независимости Триполи: обратив Тунис в простую турецкую провинцию, султан Махмуд II воспользовался затем спором за престол в Триполи между дядей и племянником (1835), решение которого было предоставлено турецкому дивану, и быстро двинул в Триполи флот под начальством Неджиб-паши. Последний поставил Али, племянника, во главе страны, но уже в качестве наместника Порты, а не самостоятельного правителя; Али был отправлен в Константинополь для утверждения в своем достоинстве. Так как Али долго задержали в Стамбуле, то триполитанцы взбунтовались и осадили в столице турецкие войска; их освободил адмирал Тагир-паша, но, углубившись внутрь страны, потерпел поражение и был заменен Хассан-пашой (1837).
Затем дела приняли более мирное течение, и старой фамилии деев удалось с течением времени отчасти восстановить своё прежнее значение в стране. В 1869 году область Барка была отделена от Триполи и в 1879 году организована в особенный вилайет Бенгази.

## Итальянское правление

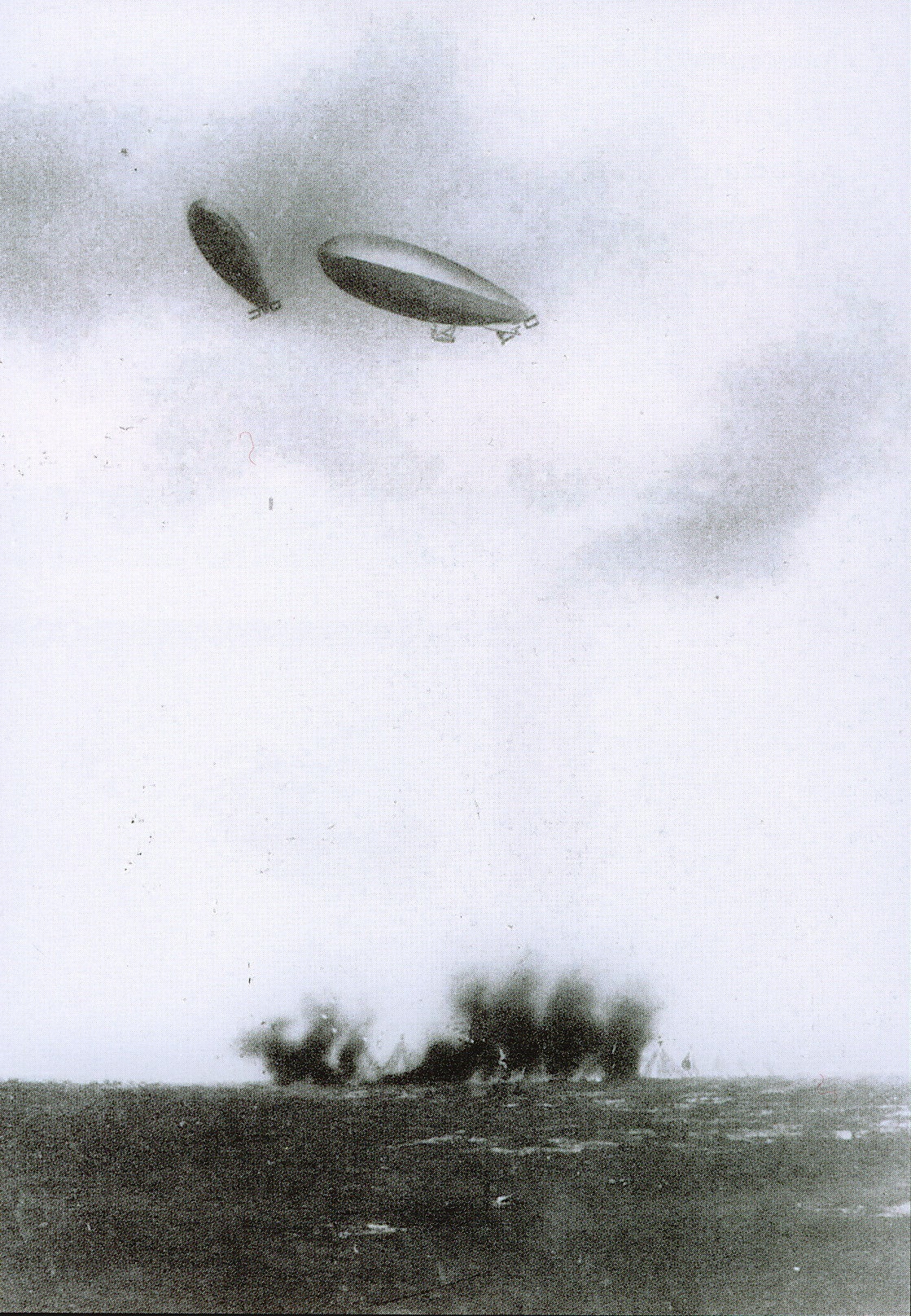
Итальянские дирижабли бомбят турецкие позиции на территории Ливии

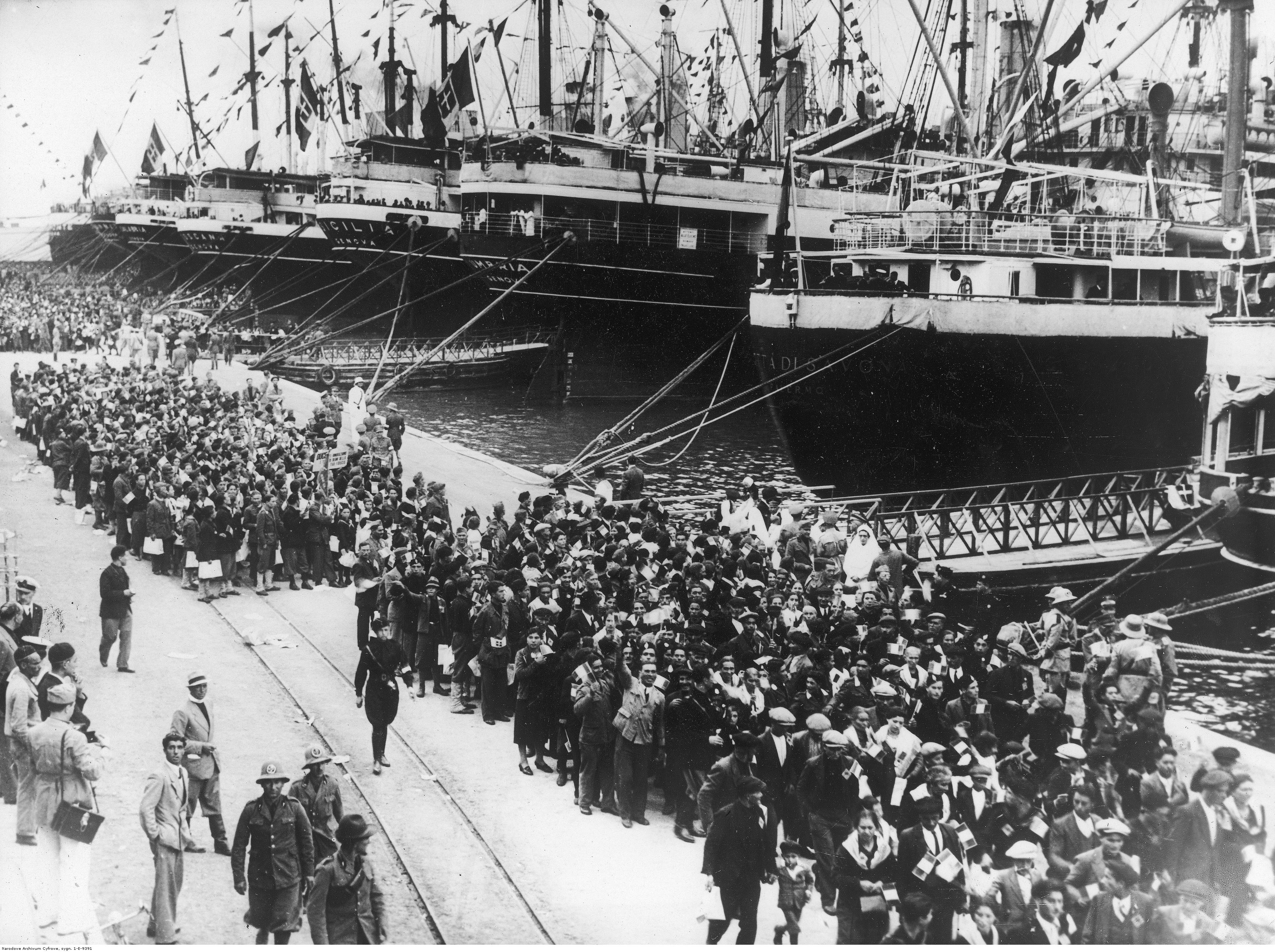
Прибытие итальянских переселенцев в Триполи, 1938 год

29 сентября 1911 года Италия объявила войну Османской империи. В течение октября итальянские войска захватили Триполи, Тобрук, Хомс и некоторые другие города. По Лозаннскому мирному договору 1912 года Османская империя формально сохранила свою власть в Триполитании, но на этой территории оставлялись итальянские войска. Практически сразу же вспыхнуло восстание ливийцев под руководством шейха ордена сенуситов Омара Мухтара, против итальянских колониальных войск. К 1915 году итальянцы фактически контролировали только порты на севере Ливии. В 1917 году восстание закончилось заключением соглашений между итальянцами и повстанцами. 25 октября 1920 года правительство Италии признало шейха Сиди Идриса, главу сенусийя, имевшему огромное влияние в Куфре и других оазисов, эмиром Киренаики. С 1922 года, после прихода фашистов к власти в Италии, Идрис находился в Египте и использовал Египет как базу для партизанского движения, ставившего целью независимость Ливии. В 1923 году началась национально-освободительная война, так как режим Б. Муссолини аннулировал соглашения с ливийцами. В ходе этой войны армия Италии применяла химическое оружие, убивала гражданских лиц и проводила этнические чистки ливийцев. Война закончилась победой Италии и казнью Омара Мухтара в 1932 году. В 1934 году колонии Триполитания и Киренаика объединились в единую Итальянскую Ливию. Генерал-губернатором был назначен соратник Б. Муссолини Итало Бальбо. Колониальные власти поощряли миграцию этнических итальянцев в Ливию. В 1939 году итальяны составляли 13% (119 000 человек) от населения колонии. В Триполи итальянцы составляли 41%, а в Бенгази - 35%. Переселенцы в основном селились на севере Ливии. В 1939 году Италия анексировала север Ливии и наделила ливийских арабов специальным (ограниченным) итальянским гражданством. Во время Второй мировой войны в составе Королевской итальянской армии были сформированы 1-й и 2-й Ливийские дивизии, в короторых нижние чины составляли из ливийских арабов. В 1943 году под натиском Союзников итальянские и немецкие войска покинули Ливию.
В 1944 году Идрис вернулся из изгнания, но отказался постоянно поселиться в Киренаике, пока в 1947 году не был подписан мирный договор с союзниками, по которому Италия полностью отказывалась от всех территориальных притязаний на Ливию. В 1999 году итальянское правительство формально извинилось перед Ливией и согласилось выплатить компенсацию в 260 миллионов долларов США за ущерб, причинённый во время колонизации.

## Современная история

### Королевство
24 декабря 1951 года Ливия объявила о своей независимости, став первым арабским государством, получившим независимость по решению ООН (резолюцией Генеральной Ассамблеи ООН от 21 ноября 1949 года), и стала одним из первых независимых африканских государств. Ливия была провозглашена конституционной монархией, а эмир Киренаики, затем также Триполитании Идрис стал королём. По конституции, власть короля была ограничена двухпалатным парламентом; при этом король мог распускать парламент, имел право вето и право законодательной инициативы.

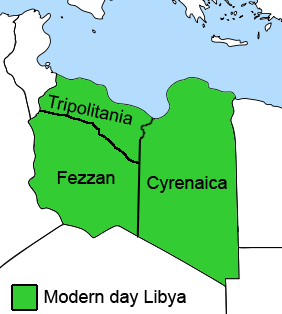
Провинции страны до 1963 г.

Первоначально королевство было федерацией трёх провинций — Киренаика, Триполитания и Феццан, с апреля 1963 года — унитарное государство. Во внешней политике королевство ориентировалось на США и Великобританию, не поддерживая панарабизм и арабский национализм.
В момент своего создания Ливия была малонаселённой (менее полутора миллионов человек) бедной страной бедуинов, в которой господствовали родоплеменные отношения. Король Идрис долгое время умело строил систему власти, опираясь на разные племенные группы и выступая в качестве арбитра между ними. Однако с открытием в Ливии месторождений нефти и газа страна переживает с одной стороны экономический подъём, а с другой — социальную модернизацию. За счёт роста нефтедобывающей промышленности ВНП Ливии с 1963 по 1969 год вырос на 58 %, при том доля нефтедобычи в экономике составила почти 62 %.
К 1969 году Ливия вышла на пятое место в мире по добыче нефти. Однако наряду с этими изменениями, ширился слой людей, оторванных от родоплеменной среды, проникнутых идеями арабского национализма и панарабизма, недовольных королевским режимом и его ориентацией на западные страны. Прибежищем этих настроений стала армия, где возникла ориентированная на насеровский Египет организация «Свободные офицеры — социалисты-юнионисты».

### Военный переворот
1 сентября 1969 года группа «свободных офицеров» под предводительством 28-летнего полковника Муаммара Каддафи и при активной поддержке египетских спецслужб провела государственный переворот и свергла монархию. Король Идрис, находившийся в тот момент на лечении в Турции, бежал в Египет. Новый режим, возглавляемый Советом революционного командования (СРК), провозгласил Ливийскую Арабскую Республику. Девизом Совета был «свобода, социализм и единство».

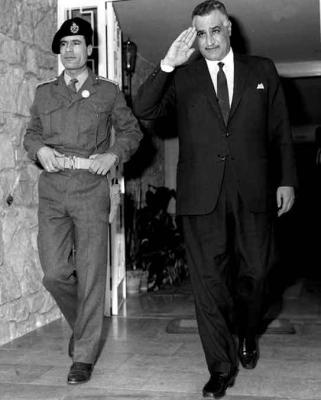
Каддафи (слева) с президентом Египта Гамалем Абделем Насером в 1969 году

В декабре 1969 года была издана временная конституция, провозглашавшая необходимость единства арабов как важнейшую задачу государства. Идеи политического единства арабов легли в основу массовой политической партии — Арабский социалистический союз. Декрет о создании партии был опубликован в июне 1971 года, деятельность других политических партий запрещалась. Своей главной задачей партия объявляла привлечение основной массы народа к управлению государством и участию в широкомасштабных реформах, которые осуществлялись лидером ливийской революции.
Новое правительство провозглашало цели уменьшить «отсталость», занять активную позицию в палестинском конфликте, способствовать арабскому единству и проводить внутреннюю политику, основанную на принципах социальной справедливости, отсутствия эксплуатации и равнораспределения богатства. Великобритании и США почти в ультимативной форме было предложено в кратчайшие сроки ликвидировать своё военное присутствие в Ливии.
Дни вывода английских (28 марта 1970 года) и американских (11 июня 1970 года) военных баз отмечались в стране как национальные праздники. В течение последующих четырёх лет были национализированы все нефтяные компании и прекращено действие всех соглашений о военном и экономическом сотрудничестве, заключенных западными компаниями с правительством короля Идриса I.
В мае 1973 года Каддафи впервые публично выступил с идеями «третьей мировой теории», изложенной позднее в его знаменитой «Зелёной книге». Каддафи отверг как идеи капитализма с его эксплуатацией человека человеком, так и советский вариант социализма с его подчинением человека государству. Он объявил, что основные принципы социальной справедливости изложены в Коране и должны быть возрождены через прямое участие работников в управлении производством (через народные комитеты) и путём распределения между ними всего созданного продукта. Взамен институтов западной представительной демократии, Каддафи предложил концепцию «прямого народовластия», осуществляемую через систему народных конгрессов и народных комитетов, являющихся, по его мнению, «единственным средством народной демократии».
К сентябрю 1974 года в стране было создано 2000 народных комитетов, формально взявших на местах «власть в свои руки», а по существу дезорганизовавших государственную структуру. В период с 1 по 6 сентября разверлось массовое переизбрание народных комитетов. Этот процесс происходил бесконтрольно. Избиравшиеся «новые» представители народа отменяли решения предыдущих народных комитетов и принимали свои резолюции. Переизбрание народных комитетов сопровождалось ещё и кровопролитием. Тогда общее руководство перевыборами взял на себя СРК. Однако система народных комитетов, введенная к концу 1974 года по всей стране, действовала неэффективно и не выполняла возложенных на неё функций.
Осенью 1974 года СРК издал целый ряд законов, основанных на шариате. Вводилось суровое наказание за употребление, ввоз и производство спиртных напитков, были внесены изменения в семейное законодательство. Однако практическая реализация идей «третьей мировой теории» наталкивалась на сопротивление со стороны прокапиталистически настроенной внутренней оппозиции. В июне 1975 года было совершено неудачное покушение на членов правительства во время военного парада, в августе была произведена попытка военного переворота во главе с членом СРК О. Мохейши.

### Джамахирия
2 марта 1977 года на чрезвычайной сессии Всеобщего народного конгресса (ВНК) в городе Сабха Ливийская республика была преобразована в Социалистическую Народную Ливийскую Арабскую Джамахирию (то есть «государство масс»). Совет революционного командования и правительство были распущены. Вместо них создавались Генеральный секретариат ВНК в составе М. Каддафи и четырёх бывших членов СРК и Высший народный комитет, в который вошли бывшие министры. Осенью 1977 года было объявлено о создании «революционных комитетов», призванных побуждать массы к осуществлению народной власти". Члены ревкомов получили почти неограниченные полномочия в сфере контроля за деятельностью госаппарата и подчинялись непосредственно высшему руководству страны.
В 1978 году была развернута кампания по преобразованию государственных и частных фирм в «народные предприятия». Рабочие и служащие теперь, согласно идеям М. Каддафи, объявлялись «партнерами, а не наемными работниками». В 1979 году Каддафи и его ближайшие сподвижники отказались от всех постов, чтобы решать «стратегические вопросы построения народной власти». Формально Каддафи перестал участвовать в управлении государством, но фактически «революционное руководство» стало высшим политическим органом страны, вырабатывающим и определяющим внутреннюю и внешнюю политику Джамахирии. Сам Каддафи стал именоваться «лидером ливийской революции».
Как отмечает А. З. Егорин, фактически через претворение в жизнь принципа «прямой демократии» проявлялось стремление Каддафи к единоличному правлению страной. Предложенная им передача законодательных функций от Совета революционного командования Всеобщему народному конгрессу, во главе которого стал сам же Каддафи, по существу означала переход под его контроль законодательной власти. Преобразование министерств в секретариаты, а аппарата председателя совета министров — в Высший народный комитет, на практике было равносильно переходу в ведение ливийского лидера и исполнительной власти. Эти и другие практические мероприятия по «передаче власти народу» привели поэтому не к установлению «истинной демократии» в стране, основы которой были декларированы в «Зеленой книге», а к усилению культа личности Каддафи и его диктаторских форм правления.
В январе 1980 года было объявлено об ликвидации частной торговли и создании вместо неё системы общественных и кооперативных магазинов. В рамках кампании по борьбе с коррупцией только в первой половине 1980 года было арестовано более двух тысяч человек. Одновременно за рубежом были организованы покушения на наиболее видных ливийских эмигрантов — противников Каддафи.
Все эти преобразования были возможны, пока страна получала баснословные доходы от продажи нефти. С 1970 по 1981 годы ВНП страны вырос с 9625 млн долл. до 18 080 млн. Столь масштабный приток нефтедолларов фактически превратил Ливию в государство-рантье, когда продовольствие и промышленные товары закупались за рубежом и распределялись «по исламской справедливости» на едоков.
Однако падение нефтяных цен в 1980-е годы серьёзно ударило по благополучию Джамахирии. Были заморожены сотни строек, Каддафи объявил о переходе к политике «опоры на собственные силы», но в 1987 году вынужден был объявить о «джамахирийской перестройке». Права частного сектора были уравнены с госсектором, упразднялись государственные импортно-экспортные компании, была объявлена широкая амнистия. После многих лет строгого контроля над всеми видами хозяйственной деятельности стала поощряться частная инициатива, снова разрешено было открывать частные магазины и частный бизнес не только в сфере обслуживания, но и в обрабатывающей промышленности. Однако курс на умеренную либерализацию экономики, возрождение малого и среднего бизнеса осуществлялся под контролем государства.
Одновременно с проведением реформ в экономике в марте 1990 года Всеобщий народный конгресс принял «Хартию революционной законности», согласно которой любые директивы Лидера ливийской революции полковника Муаммара Каддафи были обязательны к исполнению всеми органами власти государства. Власть Каддафи, являвшегося Верховным главнокомандующим Вооружёнными силами Джамахирии, ничем не была ограничена, а сам он никому не подотчётен. Не занимая никаких официальных постов, лидер Джамахирии был поставлен над всеми государственными структурами, без его ведома не принималось ни одно важное решение. Реальная власть в стране находилась в руках «революционных комитетов», которые формировались и подчинялись напрямую Каддафи, задачей которых является контроль за деятельностью формально существующих народных конгрессов и народных комитетов. Государство удерживало ключевые отрасли, прежде всего нефтегазовую промышленность, а также основные виды внешнеэкономической деятельности, включая экспортно-импортные, валютно-финансовые операции. Введение в 1992—1993 годах режима санкций в отношении Ливии тормозило восстановление экономики страны, блокировало приток иностранных инвестиций.

### Противостояние с Западом
В конце семидесятых — начале восьмидесятых годов Советский Союз поставил Ливии современное вооружение — танки, самолёты, системы ПВО, построил в Таджуре Центр ядерных исследований (NRC, ныне REWDRC) с исследовательским ядерным реактором мощностью 10 Мвт и термоядерной установкой Т-4М (токамак). Невозвращенный Ливией долг был причиной напряженных отношений между Ливией и Россией и был прощен в апреле 2008 году во время визита Владимира Путина в Триполи.
2 апреля 1986 года на борту американского авиалайнера компании Trans World Airlines над Грецией (рейс Рим—Афины) произошёл взрыв, погибли четыре гражданина США. 5 апреля бомба взорвалась на дискотеке Ля-Белль (англ.)русск.(Западный Берлин), посещаемой американскими военнослужащими. Погибли два американских солдата и официантка из Турции, около 200 человек пострадало. США заявили, что обе акции были организованы ливийской разведкой.
В ночь на 15 апреля по распоряжению президента США Рональда Рейгана американские самолёты с авиабаз в Великобритании и авианосцев в Средиземном море осуществили акцию возмездия, нанеся удар по ливийской столице Триполи и городу Бенгази. Погибло около 40 ливийцев, в том числе приёмная дочь Каддафи, и ещё свыше 200 человек были ранены.
Это привело к ещё более трагическим событиям. В 1988 году над Шотландией был взорван самолёт американской авиакомпании PanAm. Полагают, что это была месть Каддафи за гибель дочери. Тот факт, что приказ о подрыве самолёта отдал лично Каддафи, подтвердил в феврале 2011 года бывший министр юстиции Ливии Мустафа Абдель-Джалил.
Непросто складывались и отношения Ливии с Францией. С обретения независимости в 1951 году Ливия последовательно стояла на пути интересов Франции в Северной Африке. После прихода к власти Муаммара Каддафи (1969) противостояние только обострилось. Ливийские войска воевали с Чадом, на ливийские деньги вооружались и обучались экстремисты из Марокко и Алжира. Конфронтация достигла своего апогея 19 сентября 1989 года, когда в небе над Нигером ливийцы взорвали лайнер французской авиакомпании UTA с 170 пассажирами на борту.
В апреле 1992 года Совет Безопасности ООН по требованию США и Великобритании ввёл международные санкции против Ливии.

### Ливия в XXI веке
Лишь в 2003 году после американской оккупации Ирака Муаммар Каддафи изменил свою политику, взял на себя ответственность, но не признал факт терроризма со своей стороны. Он объявил об отказе от разработок оружия массового уничтожения, допустил в страну международных экспертов и заявил о желании урегулировать вопрос о компенсациях жертвам терактов, несмотря на заявленную «непричастность» Ливии к ним. В январе 2004 года Ливия согласилась выплатить $170 млн родственникам жертв теракта над Нигером.
Специально созданный Международный фонд благотворительных ассоциаций, который возглавлял один из сыновей Каддафи, урегулировал вопрос о компенсациях для жертв воздушных терактов. В августе 2004 года очередь наконец дошла до пострадавших при взрыве в Западном Берлине. Ливия согласилась выплатить денежную компенсацию жертвам взрыва на дискотеке «La Belle» 5 апреля 1986 года. Общая сумма компенсаций составляет $35 млн (€28,4 млн.). В то же время Ливия отказалась выплачивать компенсацию семьям погибших и раненых американцев. Более того, Ливия потребовала от США выплаты компенсаций ливийцам, пострадавшим при ответном авианалёте на Триполи и Бенгази.
В октябре 2004 года Ливия полностью освободилась от международных санкций. В 2006 году Каддафи выступил с амбициозным планом создания Соединенных Штатов Африки.

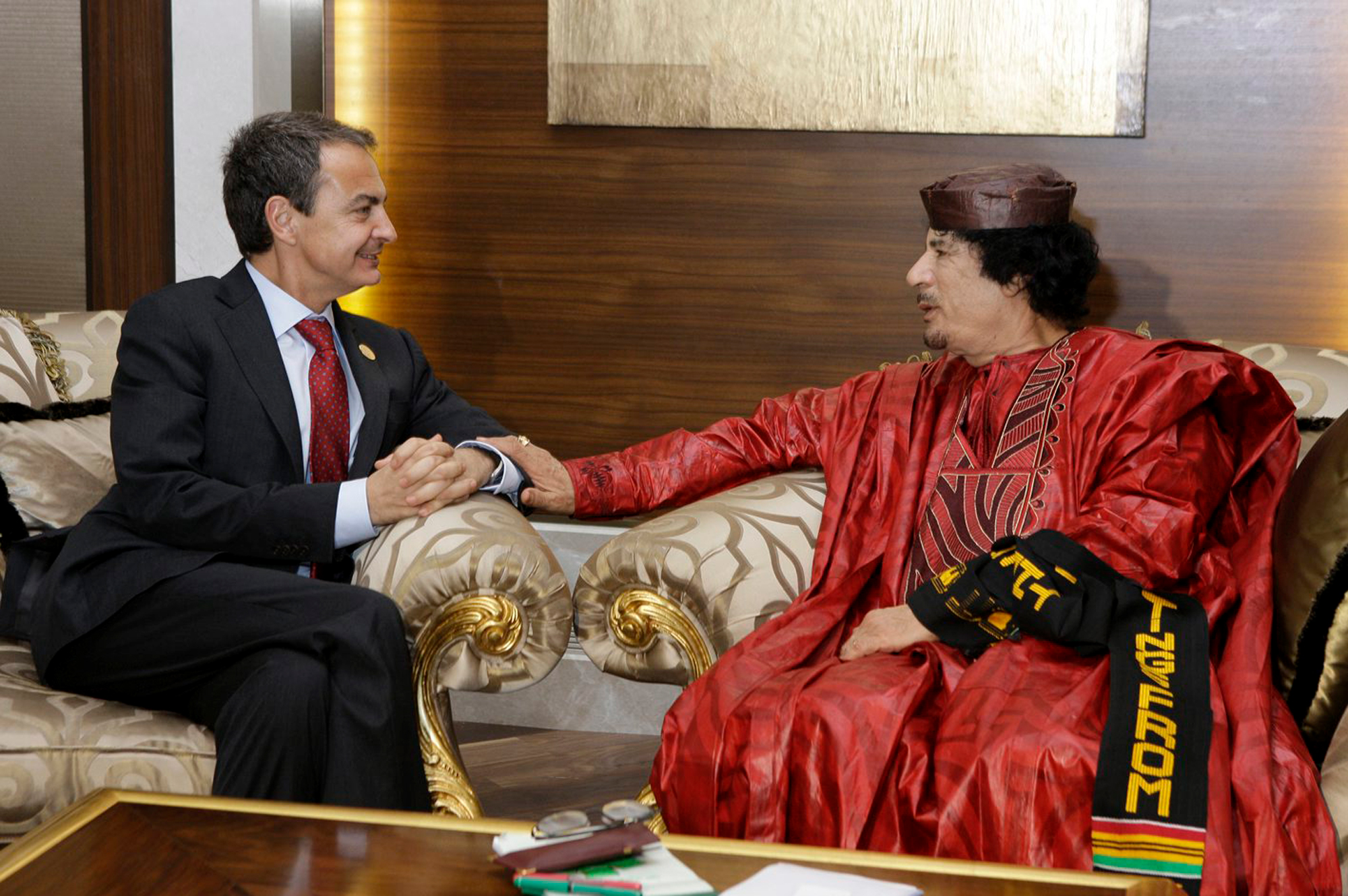
Премьер-министр Испании Хосе Луис Родригес Сапатеро и Муаммар Каддафи, 2010 год.

Осенью 2008 года Каддафи предпринимает амбициозную реформу по перераспределению нефти среди населения, упразднив ряд министерств. По словам самого Каддафи, реформа способна была «предотвратить хаос в стране в ближайшие 2 года».
В феврале 2010 года осложнились отношения Ливии и Швейцарии.

### Гражданская война в Ливии
17 февраля 2011 года под влиянием революций в Тунисе и Египте в Ливии прошёл «День гнева» — массовые антиправительственные демонстрации, жестоко подавлявшиеся полицией. Этот день стал началом массовых волнений, переросших в гражданскую войну между сторонниками и противниками режима Каддафи.
27 февраля 2011 года в Бенгази повстанцами был образован Переходный национальный совет Ливийской республики (ПНС), обратившийся за военной и дипломатической поддержкой к странам НАТО.
19 марта 2011 года начались бомбардировки Ливии странами западной коалиции (Франция, Британия, Испания, Дания, Норвегия, Канада, Италия, Германия, Швеция, Катар, ОАЭ и Иордания). Кодовое название операции: «Одиссея. Рассвет».
После убийства самого Муамара Каддафи 20 октября 2011 года, гражданская война и иностранная интервенция в Ливии продолжились. 10 ноября 2011 года в Ливии начались столкновения между повстанческими группировками.

### Ливия после свержения Каддафи
После свержения Каддафи в Ливии периодически происходили вооружённые столкновения между различными силами. Столкновения носили различный характер — от небольших стычек до полномасштабных боевых действий, как это было, например, в Куфре или Бени-Валиде. Вооружённые конфликты происходят как между каддафистами и лояльными прежней власти племенами с одной стороны и новыми властями с другой, так и между различными группировками, участвовавшими в свержении власти Муаммара Каддафи.
Конфликт в Ливии, в отличие от сирийского и иракского конфликтов, не имел характер межрелигиозного противоборства, а представлял собой войну местных милиций, многие из которых претендуют на решающую роль, якобы сыгранную ими в свержении Каддафи. Серьёзным фактором в конфликте является вопрос распределения доходов от нефтедобычи.
В 2012 году силы, верные Каддафи удерживали и периодически захватывали некоторые города Ливии, такие как Бани-Валид, Тархуна, Таджура, Куфра, Сирт.
Противостоящие им силы Переходного Национального совета Ливийской республики и интервентов периодически отбивали эти города обратно. По некоторым сведениям, город Бани Валид вообще так и не был никогда захвачен ПНС.
9 августа 2012 года Национальный переходный совет официально передал власть избранному за месяц перед этим парламенту страны — Всеобщему национальному конгрессу.
11 марта 2014 года Всеобщий национальный конгресс вынес вотум недоверия премьер-министру Ливии Али Зейдану, и временно исполняющим обязанности премьер-министра был назначен Абдалла Абдуррахман ат-Тани. Было объявлено, что Ат-Тани будет исполнять обязанности в течение 15 дней, до проведения парламентских выборов.
14 февраля 2014 года генерал Халифа Хафтар объявил о низложении правительства Ливии и потребовал роспуска Всеобщего национального конгресса.

#### Новая гражданская война
16 мая 2014 Халифа Хафтар объявил о начале широкомасштабной воздушной и наземной операции подконтрольных ему частей вооружённых сил в районе города Бенгази, описав её как «поправку на пути к революции», военное наступление получило кодовое название — Операция «Достоинство». 18 мая операция была расширена до Триполи, что ознаменовал штурм здания Всеобщего национального конгресса. 
В обстановке напряжённости 25 июня прошли выборы в Палату представителей, на которых сторонники радикального ислама потерпели поражение. 
13 июля исламисты, в ответ на своё поражение, объявили о начале операции «Рассвет Ливии» с целью захватить аэропорт Триполи; это им удалось 23 августа, после сорока дней боёв.
После установления контроля над городом исламисты заявили о непризнании Палаты представителей и о восстановлении Всеобщего национального конгресса. 25 августа некоторые представители ВНК провели заседание в Триполи, объявили себя законной властью и избрали премьер-министром Омара аль-Хаси, в результате в стране чего сложилось двоевластие. Палата представителей покинула захваченный Триполи и обосновалась в городе Тобруке на северо-востоке страны.
В сентябре 2015 года стороны конфликта пришли к соглашению о создании правительства национального согласия Ливии (ПНС). Тем не менее, гражданская война с участием различных группировок продолжилась.
В 2016 г. (в Абу-Даби) и в 2017 году (в Париже) состоялись встречи Хафтара и Сараджа. Им удалось договориться об установлении режима прекращения огня, а также о проведении в Ливии общенациональных выборов весной 2018 года.
К августу 2017 Ливийская национальная армия (ЛНА) Хафтара освободила 90 % территории страны; бои закончились объявлением об освобождении Бенгази и взятием под контроль армией всех нефтяных месторождений, нефтяных портов и военных баз в стране.
4 апреля 2019 года командующий ЛНА маршал Халифа Хафтар приказал войскам начать наступление на столицу страны Триполи. Спустя год, оно завершилось безуспешно для ЛНА.
Форум ливийского политического диалога, работавший в Швейцарии с 1 по 5 февраля 2021 года, избрал премьер-министра единого правительства Ливии и трех членов Президентского совета (во главе с бывшим послом в Греции Мухаммедом аль-Манафи), премьер-министром стал Абдель Хамид Дбейба (Палата представителей страны потребовала выборов нового премьера, указывая на то, что полномочия Дбейбы истекли еще 24 декабря 2021 года. Однако Дбейба заявил, что сложит полномочия только после проведения всеобщих выборов в стране). 
Они должны управлять Ливией до всеобщих выборов, намеченных на конец декабря этого года.
14 февраля глава ПНС Фаиз Саррадж покинул Ливию (передав полномочия своему заместителю Ахмеду Майтыгу), до перехода полномочий новоизбранным властям.
В марте  оба временных правительства передали свои полномочия этому новому "единому" временному правительству, которое смогло объединить конфликтующие стороны.
5 марта «в интересах ливийцев и в высших национальных интересах страны, а также во избежание кровопролития в государстве» премьер-министр Дбейба подал в отставку.
1 июня 2022 года население Триполи вышло на протесты, требуя распустить органы власти и как можно скорее провести президентские и парламентские выборы. Молодежь городов Бенгази, Себхи и Триполи распространила заявление с требованиями распустить все органы власти, объявить чрезвычайное положение, урегулировать кризис с электроэнергией, ускорить проведение выборов и добиться вывода иностранных наемников из страны; тогда же протестующие взяли штурмом и подожгли здание палаты представителей в Тобруке. Армия поддержала протестующих.
В ночь с 10 на 11 сентября 2023 в городе Дерна, находящемся под контролем сил Ливийской национальной армии фельдмаршала Хафтара, произошло катастрофическое разрушение плотин, окружавших город. Разрушение было вызвано мощным средиземноморским циклоном Даниэль, до этого причинившим серьезный ущерб ряду стран южной Европы. По оценке ООН, вызванное разрушением плотин наводнение унесло жизни более 4,000 человек, мэр Дерны заявил, что общее число погибших может достигать 18,000—20,000 жителей. Среди косвенных причин, приведших к трагедии, назывались ущерб инфраструктуре и невнимание к ней, порожденные гражданской войной, а также отсутствие фактического контроля правительства над территорией бедствия.